# Dubbelalbum

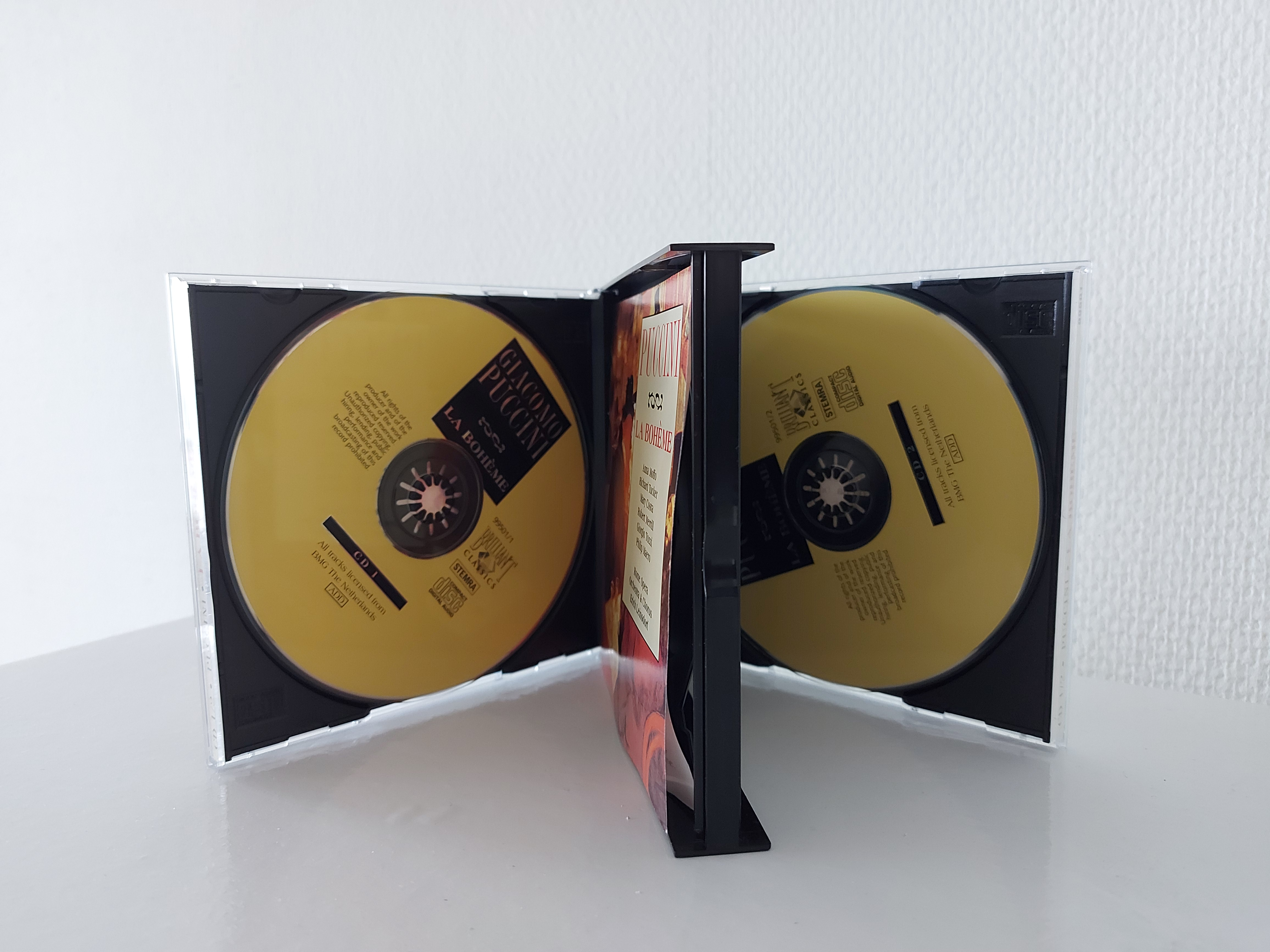
Ett dubbelalbum på CD.

Ett dubbelalbum är en förpackning som innehåller två skivor i stället för en. Detta gäller oavsett lagringsmedium (LP, CD e.dyl.). Mer ovanligt är trippelalbum.
Om dubbelalbumet innehåller två LP-skivor kallas det dubbel-LP. Motsvarande format för CD kallas dubbel-CD. Det är inte alltid säkert att en skiva ursprungligen utgiven som dubbel-LP blir en dubbel-CD när den återutges på CD. Eftersom CD:n har längre maximal speltid får man ganska ofta plats med två LP på en CD.
Samlingsalbum utges ofta som dubbelskivor, om artisten i fråga vill ta med många låtar från en stor produktion, men i vissa fall har artister utgivit originalalbum som dubbelskivor. Filmmusiken från vissa filmer, särskilt musikaler, ges också ibland ut på dubbelskivor. Det är bara de som är dubbla i original som i egentlig mening brukar avses när man talar om dubbelalbum, samlingar räknas inte på samma sätt. I listan nedan tas endast med originalalbum eller inspelningar från särskilda liveframträdanden.

## Exempel på kända dubbel-LP
- The Beatles - The White Album (1968)
- The Clash - London Calling (1979)
- The Cure - Kiss Me, Kiss Me, Kiss Me (1987)
- Donovan - A Gift from a Flower to a Garden (1968)
- Bob Dylan - Blonde on Blonde (1966) (numera en enkel-CD)
- Electric Light Orchestra - Out of the Blue (1977)
- Elton John - Goodbye Yellow Brick Road (1973)
- Frankie Goes to Hollywood - Welcome to the Pleasuredome (1984)
- Grateful Dead - Live/Dead (1969)
- Jimi Hendrix Experience - Electric Ladyland (1968)
- Ulf Lundell - Den vassa eggen (1985)
- Pink Floyd - The Wall (1979)
- The Rolling Stones - Exile on Main St. (1972) (numera en enkel-CD)
- Simon and Garfunkel - The Concert in Central Park (1982)
- Bruce Springsteen - The River (1980)
- Led Zeppelin - Physical Graffiti (1975)
- Saturday Night Fever: The Original Movie Sound Track (1977)